# Salamandrowate
Salamandrowate (Salamandridae) – rodzina płazów z rzędu płazów ogoniastych (Caudata), dość szeroko rozprzestrzeniona na kuli ziemskiej. Brak jej przedstawicieli w Ameryce Południowej i Środkowej oraz Australii.

## Występowanie
Od Wysp Brytyjskich i Skandynawii, na wschód do Uralu i na południe do Półwyspu Iberyjskiego, północno-zachodnia Afryka i Anatolia; północno-środkowe Indie i Chiny do północnego Wietnamu; skrajnie północno-zachodnia Afryka; południowa Kanada i USA do skrajnie północnego Meksyku.

## Charakterystyka
Do rodziny tej należy ponad 140 gatunków o małej i średniej wielkości ciała.
U salamandrowatych formy dorosłe nie posiadają skrzeli, lecz oddychają za pomocą płuc oraz przez skórę i błony śluzowe jamy gębowej. Charakterystycznymi cechami budowy szkieletu są: trzony kręgów są tyłowklęsłe, zęby lemieszowo-podniebienne, ustawione w 2 rzędach, są w różny sposób rozchylone lub powyginane. Ten sposób wygięcia czy rozchylenia tych zębów jest ważną cechą gatunkową. Skóra może być gładka lub chropowata i zawiera gruczoły jadowe, które spełniają rolę obrony biernej.
Podczas rozmnażania występuje zapłodnienie wewnętrzne. Samiec nie posiada narządów kopulacyjnych, lecz wytwarza spermatofor, który następnie albo zostaje składany w kloace samicy, albo w wodzie lub na lądzie w jej obecności, a samica go podejmuje. Związany z tym jest charakterystyczny dla danego gatunku rytuał godowy. Ważną rolę w przebiegu godów spełniają substancje zapachowe – feromony, wytwarzane zarówno przez samca, jak i samicę. Składanie jaj, rozwój kijanek i przeobrażenie u większości gatunków tej rodziny odbywa się w wodzie. Wyjątkiem jest salamandra czarna (Salamandra atra), u której rozwój kijanek i przeobrażenie następuje w ciele samicy.

## Systematyka
Do rodziny należą następujące podrodziny:
- Pleurodelinae Tschudi, 1838
- Salamandrinae Goldfuss, 1820
- Salamandrininae Fitzinger, 1843